# Pierre Charpentrat
Pierre Charpentrat (Coulommiers, 1922 – Parijs, 1977) was een Frans geschiedschrijver en socioloog.

## Biografie
Na zijn studies aan het Lycée Henri IV, werkte hij lange tijd voor het Franse ministerie van Buitenlandse Zaken, waar hij verantwoordelijk was voor het internationale Franse onderwijs. Zo verbleef hij geregeld in het buitenland en daar groeide zijn belangstelling voor barokarchitectuur.
Deze fascinatie resulteerde in een hele reeks artikels en in vier boeken, waarin hij de barok probeert te analyseren. Du Maître d'Ouvrage au maître d'œuvre... uit 1974 is Charpentrats laatste werk. Dit boek illustreert door talloze voorbeelden de inventiviteit van de verschillende barokke architecturale oplossingen in Zuid-Duitsland. Charpentrat bekijkt ook de rol van de maître d'ouvrage, de bouwheer, die blijkbaar een belangrijke factor was voor de barok in Duitsland. Dit is een van de thema's waarmee hij tot een beter begrip van de barok wilde komen.
Door zijn oeuvre wordt hij in de Franse geschiedschrijving gelinkt aan figuren als Jean Rousset en Victor Tapié, die ook voor een herontdekking en appreciatie van de barok in Frankrijk hebben gezorgd. Herontdekking is hier het juiste woord. Deze auteurs analyseren de barok niet door haar esthetische aspecten te beschrijven, zoals traditioneel werd gedaan. De auteurs leren de stijl op een nieuwe manier kennen door te zoeken naar haar bestaansreden. De functie van de barok zal onder anderen Charpentrat heel duidelijk definiëren in zijn teksten, maar dit komt later aan bod.
Charpentrat heeft ook enige tijd samengewerkt met Pierre Francastel (1900-1970), een van de grondleggers van 'la sociologie de l'art'. In dit concept wordt kunst gezien als een product van de maatschappij in een bepaalde periode. Dit idee heeft de visie van Charpentrat op de barok sterk beïnvloed, omdat hij in die kunstsociologie een bestaansreden vindt voor de barok. Deze stijl vindt namelijk zijn opgang in de tijden van de Dertigjarige Oorlog en contrareformatie, en de barok diende volgens Charpentrat om het onwetende volk van de oorlogsellende te bevrijden en te leiden naar het ware katholieke geloof.
Charpentrat wordt ook wel 'un démystificateur' genoemd, omdat hij in zijn boeken en artikels als het ware de 'mythen' van de barok opheldert door een moderne analyse van deze stroming te brengen.